# Corsa contro il tempo - The Desperate Hour
Corsa contro il tempo - The Desperate Hour (The Desperate Hour) è un film thriller del 2021 diretto da Phillip Noyce. Ha come protagonista Naomi Watts nei panni di una donna che sta correndo disperatamente per salvare suo figlio dopo che la polizia ha bloccato la sua città natale a causa di un incidente con una sparatoria attiva. Il film è stato girato nella zona di North Bay in Ontario nel 2020. È stato presentato in anteprima al Toronto International Film Festival del 2021. The Desperate Hour è stato distribuito nelle sale da Roadside Attrazioni e Vertical Entertainment il 25 febbraio 2022.

## Trama
Venerdì 24 settembre 2021, la madre rimasta vedova, Amy Carr, decide di prendersi un giorno libero dal lavoro. Saluta la sua giovane figlia, Emily, che sale su uno scuolabus, ma scopre suo figlio adolescente, Noah, ancora a letto, che si lamenta di essere malato. Amy fa una corsetta nel bosco, affrontando diverse chiamate di routine mentre corre. Poco dopo aver incontrato diverse auto della polizia che viaggiavano frettolosamente, Amy riceve un bollettino sul suo cellulare che informa che tutte le scuole della zona sono bloccate.
Nel disperato tentativo di scoprire maggiori informazioni, Amy effettua diverse chiamate, la cui combinazione le consente gradualmente di mettere insieme i dettagli. Viene a sapere che al liceo c'è un tiratore attivo che ha tolto la vita a una ragazza. Inoltre, conclude che Noah non è a casa, ma è invece andato al liceo dopo che il suo camion è stato visto nel parcheggio. Un meccanico, il cui negozio è vicino alla scuola, dice ad Amy che la polizia sta perquisendo il camion di Noah. Successivamente aggiunge che vengono perquisiti anche altri quattro veicoli, oltre a quello di Noah. Un agente di polizia, tramite un centralinista dei servizi di emergenza sanitaria, pone ad Amy domande su Noah che la portano a chiedersi se Noah sia l'assassino della scuola. In una chiamata successiva, la polizia dice ad Amy che Noah non è l'assassino e che l'assassino non è uno studente.
Alla fine Amy si dirige verso l'autostrada dove incontra un autista della Lyft che la porta al liceo. Lungo la strada, Amy chiama il numero di cellulare dell'assassino che il suo capo ha recuperato di nascosto. L'uomo che ha sparato risponde ma riattacca dopo un breve scambio di battute. Amy scopre che l'assassino è un ex dipendente della scuola. La polizia chiama Amy, rimproverandola per aver chiamato l'assassino e aver interrotto i loro sforzi di negoziazione. Noah chiama Amy, ma la chiamata è breve e Noah è evidentemente sotto stress. La polizia richiama Amy chiedendole se può, ancora una volta, chiamare l'assassino, sperando che possa distrarlo in modo che la polizia possa aprire una breccia nella stanza dove si trovano gli ostaggi.
Amy arriva sulla scena e durante la sua breve chiamata all'assassino, sente degli spari e perde il contatto sia con l'assassino che con Noah. In piedi accanto alle barricate della polizia al perimetro della scuola, Amy vede Noah emergere e i due si riuniscono con gioia. Durante il viaggio di ritorno a casa, la madre di Amy chiama e dice ad Amy che andrà a prendere Emily. Noah pubblica un post sui social media in cui denuncia le sparatorie nelle scuole e incoraggia il suo pubblico a lottare coraggiosamente contro di esse.

## Distribuzione

### Data di uscita
Il film è stato distribuito nelle sale cinematografiche statunitensi a partire dal 25 febbraio 2022 mentre in Italia direttamente in home video dal 2 aprile 2022.

### Divieti
Negli Stati Uniti d'America la MPAA ha classificato il film come parents strongly cautioned (PG-13) per scene contenenti linguaggio forte e per contenuti tematici.

## Accoglienza

### Incassi
Il film ha incassato un totale mondiale di 1750738 $.

### Critica
Sull'aggregatore di recensioni Rotten Tomatoes il film riceve il 7% delle recensioni professionali positive con un voto medio di 4,4 su 10 basato su 15 recensioni, mentre su Metacritic ha un punteggio di 35 su 100 basato su 24 recensioni.